# آلان ألكسندر ميلن
آلان ألكسندر ميلن (18 يناير 1882-31 يناير 1956)، مؤلف إنجليزي، اشتهر بكتبه حول الدب ويني ذا بوه وبقصائد مختلفة. كان ميلن كاتبًا مشهورًا، بدأ كاتبًا مسرحيًّا، قبل أن يطغى النجاح الكبير لبوه على جميع أعماله السابقة. خدم ميلن في الحربين العالميتين، وانضم إلى الجيش البريطاني في الحرب العالمية الأولى، وكان قائد الحرس الوطني البريطاني في الحرب العالمية الثانية.
هو والد بائع الكتب كريستوفر روبن ميلن، الذي تستند إليه شخصية كريستوفر روبن.

## سيرة حياته
ولد آلان ألكسندر ميلن في كيلبورن، لندن للأبوين جون فاين ميلن، المولود في جامايكا، وسارة ماري ميلن (قبل الزواج هيجينبوثام) ونشأ في مدرسة هينلي هاوس، 6/7 مورتيمر رود (كريسنت حاليًا)، كيلبورن، وهي مدرسة عامة صغيرة كان يديرها والده. كان هربرت جورج ويلز أحد أساتذته الذين درّسوا هناك في 1889-1890. التحق ميلن بمدرسة وستمنستر وكلية الثالوث في كامبريدج، إذ درس فيها بفضل منحة للرياضيات، وتخرج بدرجة البكالوريوس في الرياضيات عام 1903. حرر وكتب في مجلة جرانتا الطلابية. تعاون مع شقيقه كينيث وظهرت مقالاتهما بالأحرف الأولى من اسميهما إيه كيه إم. شد عمل ميلن انتباه مجلة الفكاهة البريطانية الرائدة بانش، والتي أصبح ميلن لاحقًا مساهمًا فيها ثم محررًا مساعدًا. اعتُبر ميلن لاعب كريكيت موهوبًا، ولعب مع فريقي هواة ضمّا بصورة رئيسية الكتاب البريطانيين: وهما فريق كريكيت والمؤلفون 11. كان أفراد الفريق زملاءه من الكُتَّاب جيمس ماثيو باري، وآرثر كونان دويل، وبيلهام غرينفيل وودهاوس.
انضم ميلن إلى الجيش البريطاني في الحرب العالمية الأولى وعمل كضابط في فوج رويال وورويكشاير ثم في الفيلق الملكي للإشارت بعد مرض موهن. كُلف بالخدمة في الكتيبة الرابعة، فوج رويال وورويكشاير في 1 فبراير 1915 كملازم ثان (تحت المراقبة). تأكد تكليفه في 20 ديسمبر 1915. في 7 يوليو 1916، أصيب في أثناء خدمته في معركة السوم وأُعيد إلى إنجلترا لعجزه. بعد تعافيه، جُند في المخابرات العسكرية لكتابة مقالات دعائية لإم آي 7 بين عامي 1916 و1918. سُرّح في 14 فبراير 1919، واستقر في شارع مالورد، تشيلسي. تخلى عن منصبه في 19 فبراير 1920، واحتفظ برتبة ملازم.
بعد الحرب، كتب استنكارًا للحرب بعنوان السلام بشرف (1934)، والذي تراجع عنه إلى حد ما في الحرب بشرف في أربعينيات القرن العشرين. خلال الحرب العالمية الثانية، كان ميلن أحد أبرز نقاد بيلهام غرينفيل وودهاوس، الكاتب الإنجليزي الزميل (وعضو فريق المؤلفون 11 للكريكيت)، الذي قبض عليه النازيون في منزله في فرنسا وسُجن لمدة عام. قام وودهاوس ببث إذاعي حول اعتقاله، وجرى البث من برلين. وعلى الرغم من أن البث الخفيف سخر من الألمان، اتهم ميلن وودهاوس بارتكاب فعل أقرب إلى الخيانة لتعاونه مع عدو بلاده. حصل وودهاوس على بعض الانتقام من صديقه السابق (في رواية موسم التزاوج مثلًا) من خلال ابتكار محاكاة ساخرة وسخيفة لقصائد كريستوفر روبن في بعض من قصصه اللاحقة، وادعاء أن ميلن «كان على الأرجح يشعر بالغيرة من جميع الكتاب الآخرين.... لكنني أحببت أعماله».
تزوج ميلن من دوروثي «دافني» دي سيلينكورت في عام 1913، ولد ابنهما كريستوفر روبن ميلن عام 1920. في عام 1925، اشترى ميلن منزلًا ريفيًا، مزرعة كوتشفورد، في هارتفيلد، شرق ساسكس.
خلال الحرب العالمية الثانية، كان ميلن رئيس الحرس الوطني البريطاني في هارتفيلد وفورست رو، وأصر على أن يُلقب «السيد ميلن» فحسب بين أعضاء فصيلته. تقاعد ليستقر في المزرعة بعد أن تركته السكتة الدماغية وجراحة الدماغ في عام 1952 عاجزًا، وبحلول أغسطس 1953 «بدا مسنًا وتعيسًا». توفي ميلن في يناير 1956 عن عمر ناهز 74 عامًا.

## أرشيفه
يوجد القسم الأكبر من أعمال آلان ألكسندر ميلن في مركز هاري رانسوم في جامعة تكساس في أوستن. تتألف المجموعة، التي تأسست في المركز عام 1964، من مسودات مخطوطة وأجزاء من أكثر من 150 عملًا من أعمال ميلن، بالإضافة إلى المراسلات والوثائق القانونية وسجلات الأنساب وبعض الأغراض الشخصية. يحتوي قسم المكتبة على العديد من الكتب التي كانت تخص ميلن وزوجته دوروثي. يحتوي مركز هاري رانسوم أيضًا على مجموعات صغيرة من المراسلات لكريستوفر روبن ميلن ورسام ميلن المعتاد إرنست شيبرد.
أُرشِفت المخطوطات الأصلية لـ ويني ذا بوه وذا هاوس آت بوه كورنر منفصلة في مكتبة كلية الثالوث في كامبريدج.

## وصلات خارجية
- آلان ألكسندر ميلن على موقع IMDb (الإنجليزية)
- آلان ألكسندر ميلن على موقع الموسوعة البريطانية (الإنجليزية)
- آلان ألكسندر ميلن على موقع ميوزك برينز (الإنجليزية)
- آلان ألكسندر ميلن على موقع أول موفي (الإنجليزية)
- آلان ألكسندر ميلن على موقع قاعدة بيانات برودواي على الإنترنت (الإنجليزية)
- آلان ألكسندر ميلن على موقع قاعدة بيانات برودواي على الإنترنت (الإنجليزية)
- آلان ألكسندر ميلن على موقع قاعدة بيانات الأفلام السويدية (السويدية)
- آلان ألكسندر ميلن على موقع إن إن دي بي (الإنجليزية)
- آلان ألكسندر ميلن على موقع ديسكوغز (الإنجليزية)
- آلان ألكسندر ميلن على موقع قاعدة بيانات الفيلم (الإنجليزية)

- مؤلفات A. A. Milne في مشروع غوتنبرغ
- أعمال أو نبذة عن آلان ألكسندر ميلن على أرشيف الإنترنت
- أعمال آلان ألكسندر ميلن في ليبري فوكس